# Edwin Vásquez
Edwin Vásquez Cam (28. července 1922 – 9. března 1993) byl peruánský sportovní střelec, který získal v roce 1948 zlatou olympijskou medaili ve střelbě z pistole na 50 metrů na Letních olympijských hrách v Londýně. Jednalo se o první a dosud jedinou olympijskou zlatou medaili, kterou Peru získalo. V roce 1951 triumfoval též na Panamerických hrách.